# 혈기도
혈기도(穴氣道)는 한국 선도 단체 중 하나로 국내외 타 선도 계열과 구분하기 위한 수련 단체명이다.
국내의 산중에서 행공을 하던 신선들의 수련법 이라고 하며,  천우 선생 (1872-1979) 을 통해서 우혈(宇穴) 선생을 통해서  전수되었다고 한다. 혈기도에서는 몸의 나의 주인이며, 머리는 몸에 얹혀 있으며, 머리가 모든것을 결정한다고 생각하지만, 실제는 삶에서 근본 바탕이되는 몸의 중요성을 강조한다. 손끝 발끝까지 기운이 잘 뻗쳐 갈수 있을 때 삶의 행복을 느낄수있다고 한다.

## 개요
혈기도는 인체에서 가장 중요한것은 척추라고 강조한다. 척추를 바로 펴고, 평소에 바른 자세를 갖도록 하기 위한 방법을 지도한다. 즉“바르게 서고 앉고 걷는 게 삶의 기본인데 이것을 위해서 척추와 팔 다리 사지의 혈액 순환이 원활하게 되도록 하는 수행 방법을 지도 한다. 마음을 비우고 우주의 기운을 받아 들일수 있도록 하는 관절과 허리등을 푸는 스트레칭 수련 방법이다. 본 행공을 통해서, 오십견(五十肩)을 포함한 고혈압, 당뇨병, 척추와 자세 교정(디스크 협착증.  측만증등)등 성인병등으로부터 건강을 개선하는 수련 방법을 제시한다.

## 관련 단체
혈기도 원리를 계승한 수련법으로 천지 행공(선공) 수련법이 있다.

## 같이 보기
- 국선도
- 단월드
- 택견
- 십팔기도
- 한무도
- 수박도
- 한풀
- 한검도